# ترتية الذرة
تُرتِيَّة الذرة أو تُرتِلّة الذرة (بالإسبانية: tortilla de maíz)‏ خبزٌ مكسيكي (للتمييز يوجد نوعين من التُرتِيَّة: (تُرتِيَّة الذرة و تُرتِيَّة القمح). بدأ ينتشر عالمياً بفضل انتشار شعبية المطبخ المكسيكي وإستخدامه لخبز تورتيا الذرة في أطباقه مثل: تاكو.

## التاريخ
أصل خبز تُرتِيَّة الذرة يرجع إلى 500 سنة ما قبل التاريخ في منطقة أمريكا الوسطى. توجد أدلة على استخدام تُرتِيَّة الذرة لأول مرة كان في ولاية ولاية واهاكا واخاكا مابين 1500 إلى 500 سنة ما قبل التاريخ.

## التسمية
سمي هذا الخبز بتُرتِيَّة عندما اكتشف الإسبان المكسيك، ورأوا السكان الأصليين وهم يصنعون هذا النوع من الخبز الذي كان شبيه بالكعك الإسباني Torta-تورتا لأنه كان دائري. لذلك سموه تُرتِيَّة (تصغير لكلمة torta أو الكعك) وتعني الكعك الصغير بالإسباني. أيضاً يوجد لدينا خطأ شائع في عالمنا العربي، وهو تسمية خبز التُرتِيَّة ب«التورتيللا». حرفي "LL" تُنطق في اللغة الإسبانية "y".

## الفرق بين تُرتِيَّة الذرة وتُرتِيَّة القمح

### تُرتِيَّة الذرة
- مستخلصة من دقيق الذرة.
- تُستخدم في التاكو.
- قاسية وخشنة الملمس.
- صغيرة الحجم.
- لونه أصفر (يوجد أيضاً اللون الأزرق ولكنه أقل شيوعاً)

## معرض صور

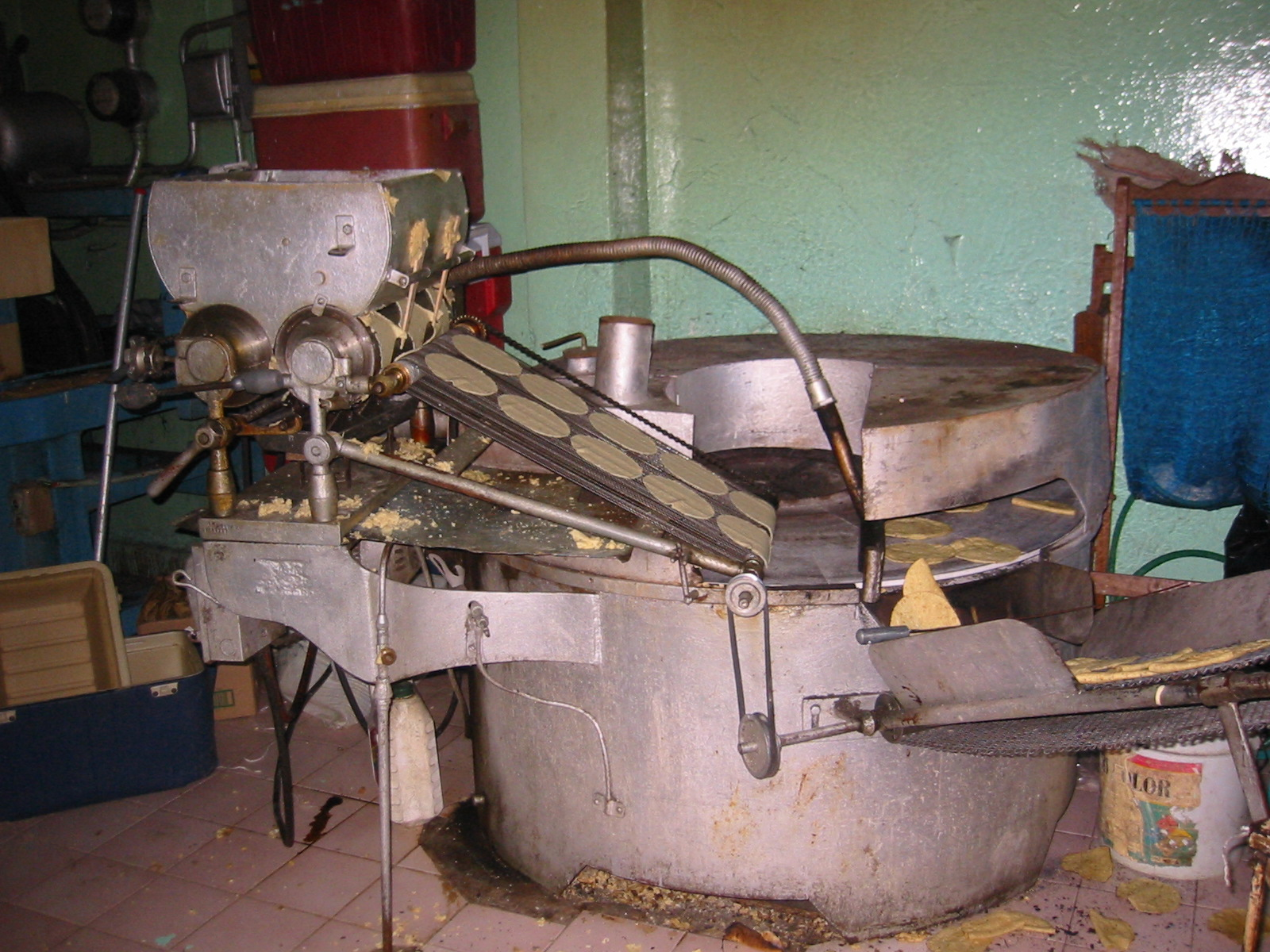
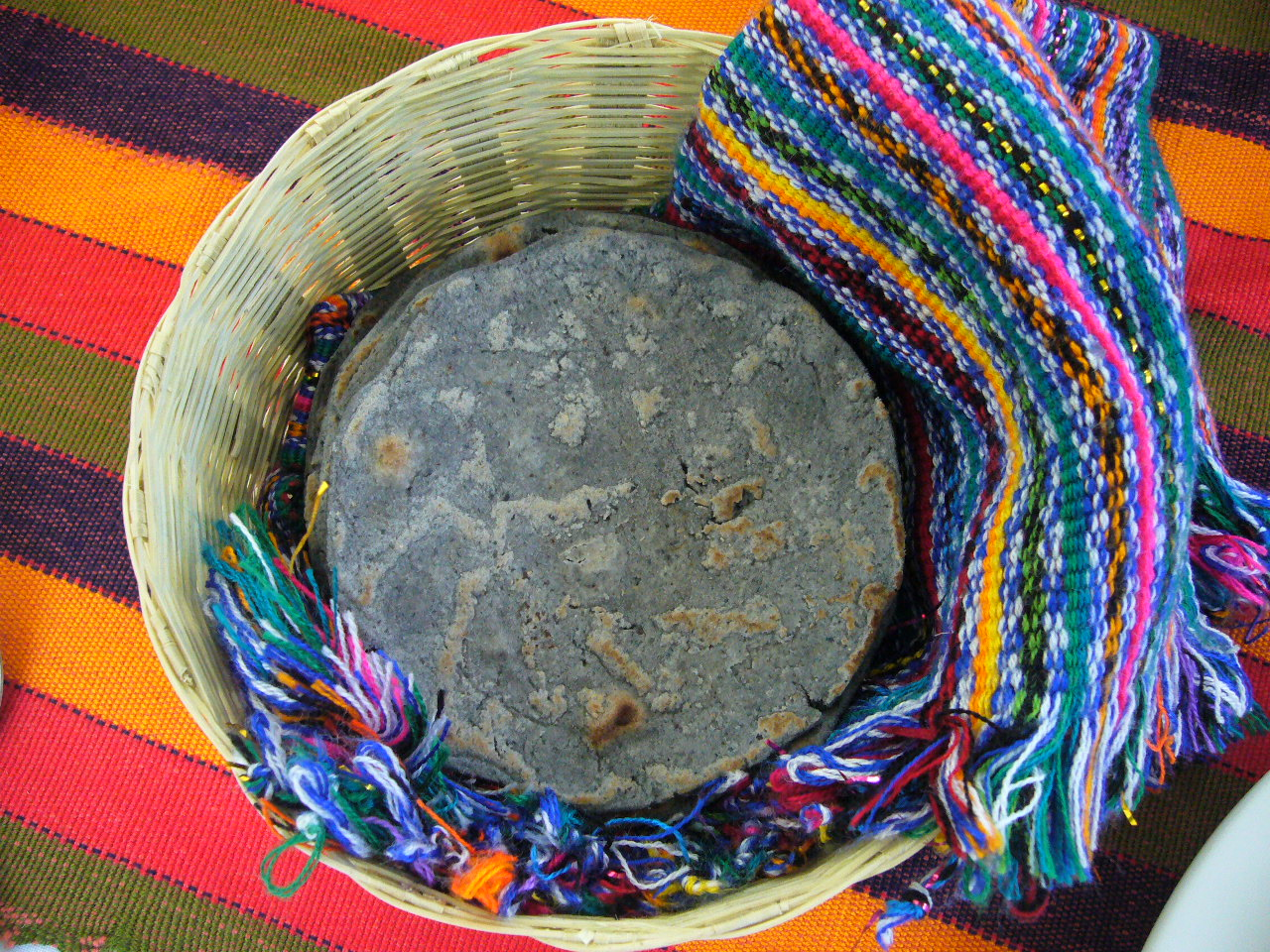
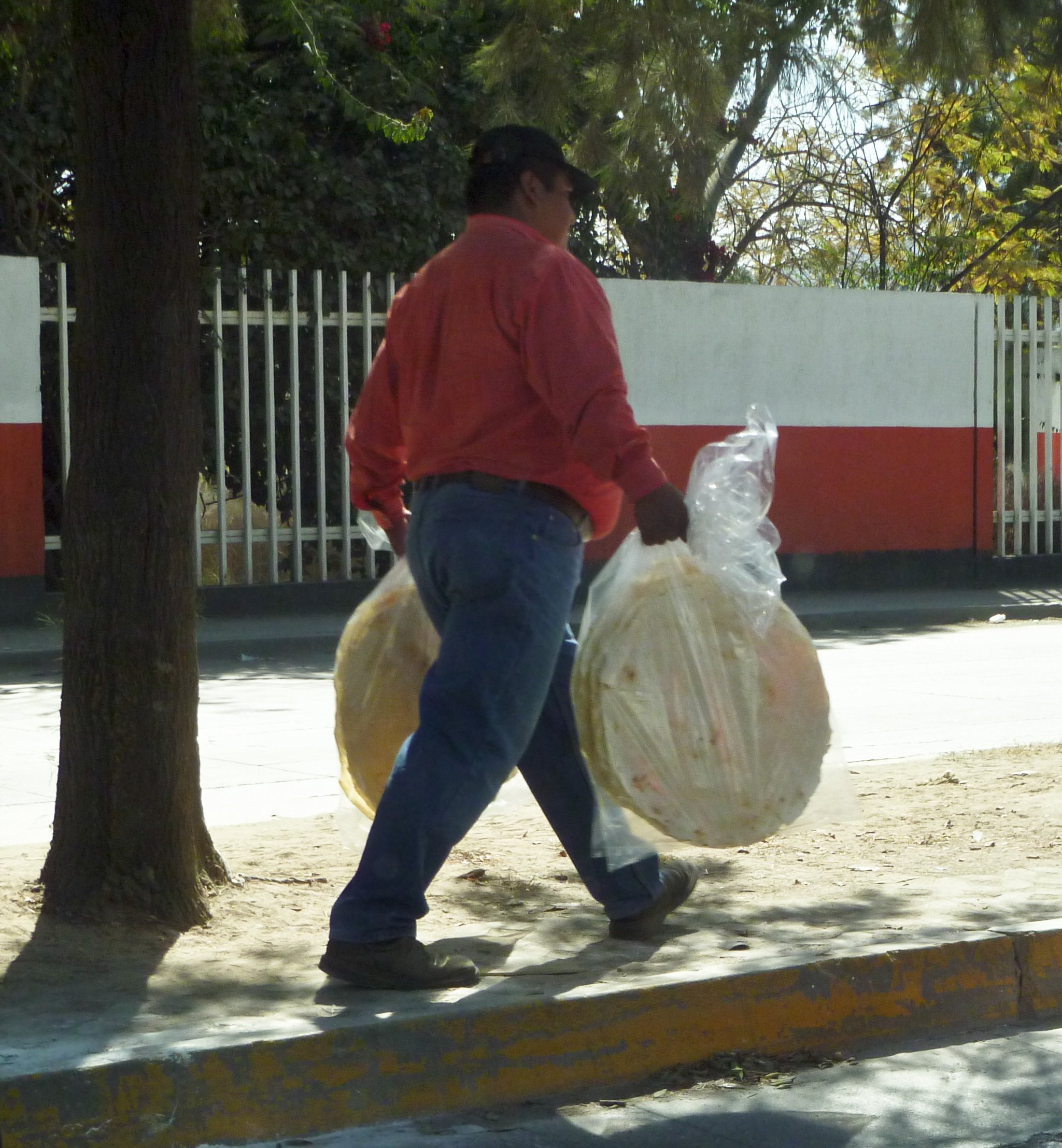
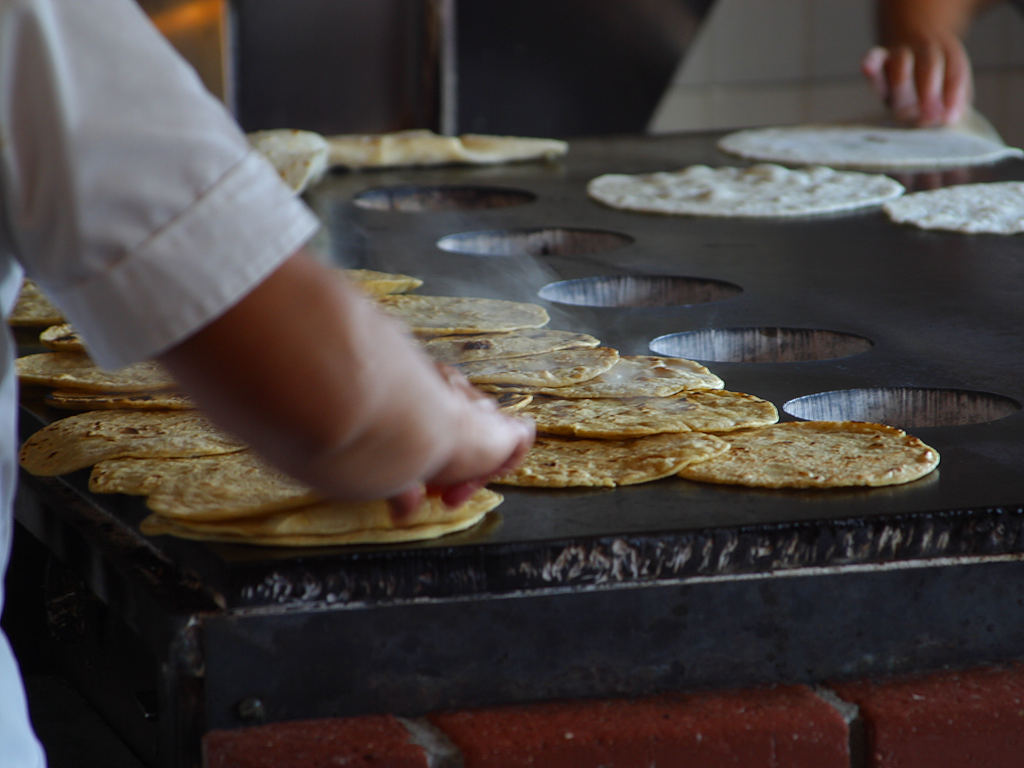

### تُرتِيَّة القمح
- مستخلصة من دقيق القمح.
- تُستخدم في البوريتو.
- لينة وناعمة الملمس.
- كبيرة الحجم.
- لونه أبيض.

## مزيد من القراءة
- Growing Corn in Mexico, Pan-American Adventure: Tepotzotlán, Mexico, by Don Lotter, August 3, 2004.
- The real taste of Mexico, by Jesse Fanciulli, Greeley Tribune, November 24, 2002.
- Hernam Cortes: From Second Letter to Charles V, 1520, From: Oliver J. Thatcher, ed., The Library of Original Sources (Milwaukee: University Research Extension Co., 1907), Vol. V: 9th to 16th Centuries, pp. 317–326.
- Bernardino de Sahagún, by James Mooney, Transcribed by Joseph E. O'Connor, The Catholic Encyclopedia, Volume XIII.
- General History of the Things of New Spain (Historia general de las cosas de Nueva Espana), by the Franciscan friar Bernardino de Sahagun (1450–1590)

## وصلات خارجية
- Tortilla making in the Tezoatlán Mixtec culture, with a video showing the process